# Rudolf Leuckart
Karl Georg Friedrich Rudolf Leuckart (7. října 1822 – 22. února 1898) byl německý zoolog a parazitolog. Vystudoval na univerzitě v Göttingenu. Působil jako profesor zoologie v Giessenu a poté na univerzitě v Lipsku. Zabýval se především bezobratlými živočichy. Objasnil a popsal vývojové cykly tasemnice bezbranné, tasemnice dlouhočlenné, trichinel či motolice jaterní.